# Juan Landázuri Ricketts
Juan Landázuri Ricketts (Arequipa, 19 dicembre 1913 – Lima, 16 gennaio 1997) è stato un cardinale e arcivescovo cattolico peruviano.

## Biografia
Nacque a Arequipa il 19 dicembre 1913.
Papa Giovanni XXIII lo elevò al rango di cardinale nel concistoro del 19 marzo 1962.
Morì a Lima il 16 gennaio 1997 all'età di 83 anni e venne sepolto all’interno della cattedrale di San Giovanni Apostolo ed Evangelista.

## Genealogia episcopale e successione apostolica
La genealogia episcopale è:
- Cardinale Scipione Rebiba
- Cardinale Giulio Antonio Santori
- Cardinale Girolamo Bernerio, O.P.
- Arcivescovo Galeazzo Sanvitale
- Cardinale Ludovico Ludovisi
- Cardinale Luigi Caetani
- Cardinale Ulderico Carpegna
- Cardinale Paluzzo Paluzzi Altieri degli Albertoni
- Papa Benedetto XIII
- Papa Benedetto XIV
- Papa Clemente XIII
- Cardinale Bernardino Giraud
- Cardinale Alessandro Mattei
- Cardinale Pietro Francesco Galleffi
- Cardinale Filippo de Angelis
- Cardinale Amilcare Malagola
- Cardinale Giovanni Tacci Porcelli
- Cardinale Fernando Cento
- Cardinale Juan Gualberto Guevara
- Cardinale Juan Landázuri Ricketts, O.F.M.

La successione apostolica è:
- Vescovo Martin Fulgencio Elorza Legaristi, C.P. (1954)
- Vescovo Angel Rodríguez Gamoneda, O.S.A. (1955)
- Vescovo Valeriano Ludovico Arroyo Paniego, O.F.M. (1957)
- Vescovo José Antonio Dammert Bellido (1958)
- Vescovo Nemesio Rivera Meza (1958)
- Vescovo Ignacio Arbulú Pineda (1959)
- Vescovo Julio González Ruiz, S.D.B. (1959)
- Vescovo Mario Renato Cornejo Radavero (1961)
- Vescovo Ignacio María de Orbegozo y Goicoechea (1964)
- Vescovo José Juan Luciano Carlos Metzinger Greff, SS.CC. (1964)
- Vescovo Marco Libardoni, O.S.I. (1964)
- Vescovo Antonio Kühner y Kühner, M.C.C.I. (1964)
- Arcivescovo Ricardo Durand Flórez, S.I. (1966)
- Vescovo Florentino Armas Lerena, O.A.R. (1967)
- Arcivescovo Eduardo Picher Peña (1967)
- Vescovo Lorenzo León Alvarado, O. de M. (1967)
- Vescovo Venancio Celestino Orbe Uriarte, C.P. (1967)
- Vescovo Lorenzo Rodolfo Guibord Lévesque, O.F.M. (1967)
- Vescovo Luis Armando Bambarén Gastelumendi, S.I. (1968)
- Arcivescovo Manuel Prado Perez-Rosas, S.I. (1970)
- Vescovo Germán Schmitz Sauerborn, M.S.C. (1970)
- Vescovo Luis María Blas Maestu Ojanguren, O.F.M. (1971)
- Arcivescovo Luis Vallejos Santoni (1971)
- Arcivescovo Federico Richter Fernandez-Prada, O.F.M. (1973)
- Vescovo Augusto Beuzeville Ferro (1973)
- Vescovo Guido Breña López, O.P. (1973)
- Arcivescovo Oscar Rolando Cantuarias Pastor (1973)
- Vescovo Odorico Leovigildo Sáiz Pérez, O.F.M. (1974)
- Arcivescovo Emilio Vallebuona Merea, S.D.B. (1975)
- Vescovo Alberto Aurelio Brazzini Diaz-Ufano (1978)
- Vescovo Severo Aparicio Quispe, O. de M. (1979)
- Vescovo Alfredo Noriega Arce, S.I. (1980)
- Vescovo José Hugo Garaycoa Hawkins (1983)
- Vescovo Oscar Julio Alzamora Revoredo, S.M. (1983)
- Vescovo Juan Luis Martin Buisson, P.M.E. (1986)
- Vescovo Julio Ojeda Pascual, O.F.M. (1987)
- Cardinale Juan Luis Cipriani Thorne (1988)
- Arcivescovo Héctor Miguel Cabrejos Vidarte, O.F.M. (1988)